# Hrabstwo Adair (Kentucky)
Hrabstwo Adair (ang. Adair County) – hrabstwo w stanie Kentucky w Stanach Zjednoczonych. Obszar całkowity hrabstwa obejmuje powierzchnię 412,23 mil² (1067,67 km²). Według spisu United States Census Bureau w roku 2010 miało 18 656 mieszkańców.
Hrabstwo powstało w 1802 roku. 
Na jego terenie znajduje się miejscowość Columbia.
Hrabstwo należy do nielicznych hrabstw w Stanach Zjednoczonych należących do tzw. dry county, czyli hrabstw gdzie decyzją lokalnych władz obowiązuje całkowita prohibicja.

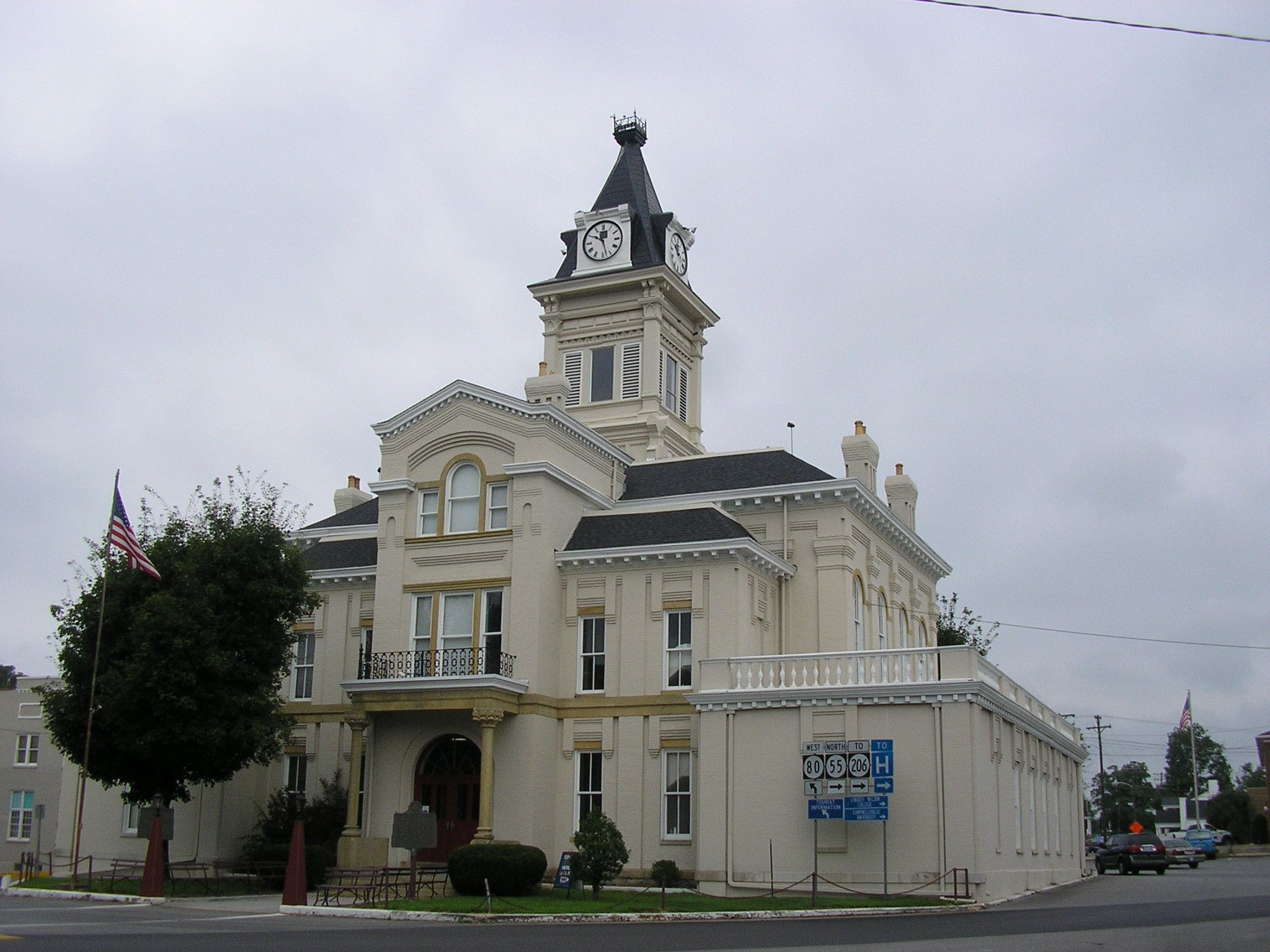
Budynek administracji (courthouse) w Columbia

| Populacja hrabstwa w poprzednich latach | Populacja hrabstwa w poprzednich latach |
| Rok                                     | Liczba ludności                         |
| --------------------------------------- | --------------------------------------- |
| 1980                                    | 15 123                                  |
| 1990                                    | 15 360                                  |
| 2000                                    | 17 244                                  |
| 2010                                    | 18 656                                  |

## Demografia
W 2019 roku do największych grup należą osoby pochodzenia: angielskiego (19,6%), „amerykańskiego” (15,7%), niemieckiego (8,3%), irlandzkiego (8,3%), afroamerykańskiego (3,1%) i szkockiego lub szkocko–irlandzkiego (3,1%).

## Religia

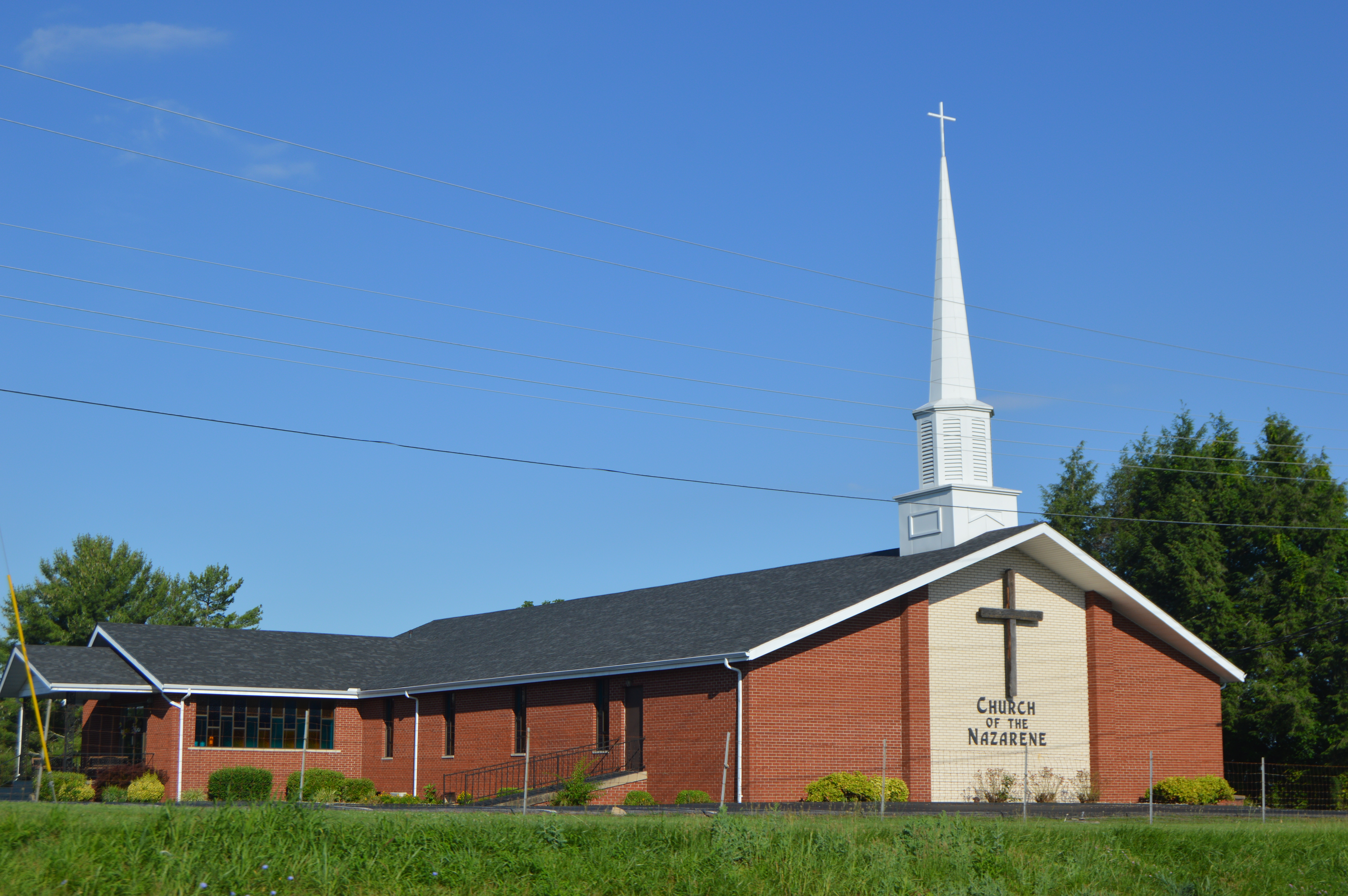
Budynek Kościoła Nazareńskiego, z nurtu uświęceniowego, w miasteczku Columbia.

Do grup religijnych z największym członkostwem, w 2010 roku należą:
- protestanci ewangelikalni – 24%[9]:
  - Południowa Konwencja Baptystów – 8%,
  - Kościoły Chrystusowe – 7,6%,
  - zielonoświątkowcy – 2,5%,
  - bezdenominacyjni – 2,4%,
  - uświęceniowcy – 2,4%,
  - amisze – 0,56%,
  - adwentyści dnia siódmego – 0,53%,
- protestanci głównego nurtu – 10,8%:
  - Zjednoczony Kościół Metodystyczny – 10,5%,
- katolicy – 0,75%.

Obecna jest także ewangelikalna i anabaptystyczna denominacja Braci w Kościele Chrystusowym, która nie udostępniła swoich danych statystycznych, a która posiada 4 zbory. 